# Schottische Badmintonmeisterschaft 1939
Die Schottische Badmintonmeisterschaft 1939 fand in Edinburgh statt. Es war die 26. Austragung der nationalen Meisterschaften von Schottland im Badminton.	

## Titelträger
| Disziplin    | Sieger                           |
| ------------ | -------------------------------- |
| Herreneinzel | nicht ausgetragen                |
| Dameneinzel  | nicht ausgetragen                |
| Herrendoppel | James C. Mackay Edward W. Wilson |
| Damendoppel  | C. P. R. Montgomery E. Smart     |
| Mixed        | Edward W. Wilson J. Holmes       |